# 퀸메이커
《퀸메이커》(영어: Queenmaker)는 넷플릭스에서 2023년 4월 공개된 대한민국의 정치 드라마이다.

## 기획의도
이미지 메이킹의 귀재이자 대기업 전략기획실을 쥐락펴락하던 황도희가 정의의 코뿔소라 불리며 잡초처럼 살아온 인권변호사 오경숙을 서울 시장으로 만들기 위해 선거판에 뛰어들며 벌어지는 이야기를 그린 넷플릭스 시리즈

## 제작진

### 연출
- 오진석 : ( SBS 주말 미니시리즈 《파리의 연인》(조연출), SBS 2부작 금요드라마 《내 사랑 토람이》(조연출), SBS 월화 미니시리즈 《불량 주부》(조연출), SBS 월화 미니시리즈 《101번째 프러포즈》(조연출), SBS 드라마스페셜 《완벽한 이웃을 만나는 법》(조연출), SBS 아침 일일연속극 《미쓰 아줌마》(연출), SBS 주말 특별기획 드라마 《결혼의 여신》(연출), SBS 주말 미니시리즈 《모던파머》(연출), SBS 드라마스페셜 《용팔이》(연출), SBS 월화 미니시리즈 《엽기적인 그녀》(공동연출), NETFILX 오리지널 드라마 《첫사랑은 처음이라서 Season 1》(연출), NETFILX 오리지널 드라마 《첫사랑은 처음이라서 시즌 2》(연출), MBC 수목 미니시리즈 《하자있는 인간들》(연출) 등 연출 )

### 극본
- 문지영 : ( SBS 주말 미니시리즈 《스타일》(집필) 등 집필 )

## 등장인물

### 주요인물
- 김희애 : 황도희 역

재벌가의 더러운 비리를 해결하는 은성그룹의 해결사. 기획실 내에서 벌어진 사건과 은 씨 일가의 무책임한 태도에 충격을 받고 회사를 관두게 된다. 독기를 품은 그녀의 목표는 단 하나, 오만방자한 은성그룹을 깨부수고 오경숙을 서울 시장으로 만드는 것이다.
- 문소리 : 오경숙 역

오직 정의를 위해 일하며 대중을 끌어당기는 돌직구 화법과 극적인 순간을 만들어내는 타고난 퍼포먼스를 가지고 있는 일명 ‘코뿔소’ 같은 인물. 서울 시장 당선이라는 공동의 목표를 위해 대립하던 황도희와 손잡고 한 번도 꿈꾸지 않았던 도전을 시작한다.

### 그 외 인물
- 류수영 : 백재민 역

은성그룹 차녀 은채령 상무의 남편으로 비영리복지재단을 이끌며 꾸준히 봉사와 나눔을 실천해 대외적으로도 명망이 높다. 지난 7년간 때를 기다리며 조용히 몸을 사렸던 백재민은 정치적 야욕을 드러내며 서울 시장에 출마한다.
- 서이숙 : 손영심 역

손익이 맞지 않으면 서울 시장도 제거해버리는 은성그룹의 절대 권력자. 아시아에서 제일 큰 은성면세점 신사옥의 원활한 런칭을 위해 어떻게든 사위를 서울 시장으로 만들려고 한다.
- 이경영 : 칼 윤 역

서울 시장 선거의 판도를 흔들 핵심 인물. 12번의 선거를 겪고 2명의 대통령을 만든 선거계의 전설적 인물로 백재민의 당선을 위해 다시 은성그룹으로 소환된다.
- 진경 : 서민정 역

3선 의원으로 국민개혁당의 유력한 차기 시장 후보이자 스스로 ‘서민의 종’이라 칭하는 노련한 달변가.
- 김태훈 : 마중석 역

국민개혁당의 정책국장이자 도희의 전 남편. 서울 시장 선거로 헤어진 아내와 맞붙는다.
- 옥자연 : 국지연 역

은성그룹 전략기획실 소속 직원이자 은채령 상무의 수행비서.
- 윤지혜 : 은서진 역

손영심의 첫째 딸.
- 김새벽 : 은채령 역

손영심의 둘째 딸. 백재민의 아내.
- 현봉식 : 강문복 역

오경숙의 남편. 시인.